# كينت ميتشيل
كينت ميتشيل (بالإنجليزية: Kent Mitchell)‏ هو موجه قوارب ‏ أمريكي، ولد في 29 مارس 1939 في ألباني في الولايات المتحدة.

## وصلات خارجية
- كينت ميتشيل على موقع الاتحاد الدولي للتجديف (الإنجليزية)
- كينت ميتشيل على موقع اللجنة الأولمبية الدولية (الإنجليزية)
- كينت ميتشيل على موقع أوليمبيديا (الإنجليزية)